# Bechtel
Bechtel Corporation er en amerikansk bygge- og anlægsvirksomhed. Det er den største konstruktionsvirksomhed i USA.
Bechtel's historie begyndte i 1898, da Warren A. Bechtel flyttede fra Peabody, Kansas, til Oklahoma Territory for at begynde at bygge jernbaner.